# Понте Бискотино (Ливорно)
Понте Бискотино је насеље у Италији у округу Ливорно, региону Тоскана.
Према процени из 2011. у насељу је живело 37 становника. Насеље се налази на надморској висини од 0 м.